# Snežana Đurišić
Snežana Đurišić (srpski: Снежана Ђуришић; Gornji Milanovac, 6. lipnja 1959.), srpska pjevačica narodne glazbe.
Prvu ploču snimila je 1969. godine, kada joj je bilo deset godina. Glazbeni krugovi smatraju je jednom od najtalentiranijih i najboljih pjevačica narodne glazbe u Srbiji, a tijekom karijere od obožavatelja i publike dobila je epitet "kraljica narodne glazbe". Snimila je preko četrdeset nosača zvuka i otpjevala istaknute hitove: Imena mi mog, Kuće male, Odakle si, sele, Srna, Kleo se, kleo, Pričaj mi, pričaj, Učiniću sve, Lepi moj, Isplači se, Između mene i tebe, tama, Kiše, Noć se sprema, Mala soba tri sa tri, Sve je prošlo među nama...

## Životopis
Rođena je u obitelji Milana i Dare Đurišić kao prvo od dvoje ženske djece. Sa sedam godina pobijedila je na festivalu "Studio 6 vam pruža šansu" pjevajući pjesmu Lepe Lukić Udati se nikad neću i time stekla pravo da snimi ploču. 1969. godine za Diskos snimila je svoju prvu ploču pod nazivom "Baki i deki/Mami i tati". Nakon nastupa na festivalu Beogradsko proljeće, 1971. godine, pjevala je na Titovom rođendanu u Domu omladine, da bi je potom Josip Broz Tito pozvao za svoj stol te zamolio da mu nareže tortu. Tito je pitao šta želi biti kad naraste, a Đurišić mu je odgovorila da se želi baviti pjevanjem, ali u Milanovcu i Kraljevu nema glazbene škole. Tito je kasnije naredio da se Snežaninom ocu nađe posao u Beogradu, i da se obitelj Đurišić preseli, kako bi Snežana završila željenu školu.
U razdoblju od 1969. do 1980. godine snimila je šesnaest singl-ploča s pjesmamama kompozitora Petra Tanasijevića, Danila Živkovića, Ace Stepića, Milutina Popovića Zahara, Časlava Đokovića i Radoslava Graića, od čega devet za Jugoton, tri za Beograd disk i po dvije za PGP-RTB i Diskos.
Godine 1977. udala se za harmonikaša Slobodana Gvozdenovića, iduće godine rodila je kćer, a nakon dvije godine i sina. Veliki uspjeh u karijeri Snežane Đurišić počinje osamdesetih godina pjesmama Nema ćara od bećara (1982) i Mala soba tri sa tri (1983). O njenoj popularnosti svjedoči i pojavljivanje s nekoliko kolega u serijalu Kamiondžije opet voze, u kojoj je pjevala pesmu Kaluđeru moj. U narednim godinama uspjesi su se nizali, a Snežana je postajala sve popularnija pjevačica. Tih godina godina snimila je hitove Sve je prošlo među nama, Sve što radim, tebi prija, Pričaj mi, pričaj, Kad bi još jednom pokušali, Varaš me, mangupe, Puče jelek, puče bruka, Naše tajne čuva vodenica, Iznenadi me, Pomoli se za moju sreću, Imena mi mog, Noć se sprema, Odakle si, sele, Učiniću sve, Kiše, Isplači se, Udario tuk na luk. U Domu sindikata 1990. godine održala je prvi solistički koncert u Beogradu.
Tijekom devedesetih godina snimila je čuvene hitove: Kleo se, kleo, Između mene i tebe, tama, Kuće male, Ti bi mog'o da me spasiš, Ti, ona i ja, Zoro, sestro, Ćud je ženska smiješna rabota, Srna. U listopadu 2006. godine sudjelovala je na prvom Grand festivalu, na kojem je pjevala pjesmu Budi muško. Na trećem Grand festivalu, održanom u ožujku 2010. godine, pjevala je baladu Lepi moj. Iako pjesma nije osvojila nijednu nagradu, postala je jedan od najvećih hitova u Snežaninoj karijeri i jedan od najvećih hitova Grand festivala. Na Grand festivalu ponovo je sudjelovala 2014. godine, kada je i pobijedila, pjevajući baladu Niko me nije voleo kao ti. U ovom razdoblju snimila je nekoliko singlova, od kojih su hitovi postali Kako da se pomirim s tim i Robinja. Koncertom u Sava centru, 23. veljače 2015. godine obilježila je četrdeset godina karijere.
Od 2013. do 2015. godine bila je stalna članica stručnog žirija u regionalnom glazbenom natjecanju Zvezde Granda, a od 2015. do 2022. godine je, uz Sašu Popovića, članica produkcijskog žirija i glazbena urednica ovog natjecanja. 2022. godine se vraća u stručni žiri regionalnog glazbenog natjecanja.
Suprug joj je preminuo 2013., a odnedavno je u vezi s beogradskim ginekologom Vanjom Miloševićem.

## Diskografija

#### Singl-ploče
- 1969. Baki i deki/Mami i tati (Diskos)
- 1971. Poklon za rođendan (Beograd disk)
- 1972. Zavoleću, zavoleću (Beograd disk)
- 1973. Oprostite, mladi smo (PGP RTB)
- 1974. Videla je moja majka/Kad bih mogla opet da se rodim (Jugoton)
- 1974. Piši da me voliš/Strelo ljubavi (Jugoton)
- 1975. Hej, sudbino, hej, živote/Venu uspomene (Jugoton)
- 1975. Čini mi se, čini/Dođe jesen (Jugoton)
- 1976. Čuj, čuj, mangupče/Što mi vredi što se nadam (Jugoton)
- 1976. Ja noćas plakati neću/Zašto te toliko volim (Jugoton)
- 1977. Jedno nas sunce grejalo dugo/Nemoj da me ljutiš (Jugoton)
- 1978. Ljubav sam ti, dragi, dala/Kasno smo se u životu sreli (Jugoton)
- 1979. Na kojoj si strani sveta/Mladi momci iz čaršije (Jugoton)
- 1979. Dilber Jova njivu oro/To su bili dani sreće (Beograd disk)
- 1979. Sama sa sobom (PGP RTB)
- 1980. Ko odvaja tebe od mene/Neću da živim sama (Diskos)

#### Albumi
- 1979. Moj dilbere, kud se šećeš (Jugoton)
- 1979. Snežana Gvozdenović Đurišić (Polyband)
- 1980. Ne daj me nikom više (Diskos)
- 1982. Nema ćara od bećara (PGP RTB)
- 1983. Mala soba tri s tri (PGP RTB)
- 1984. Sve što radim tebi prija/Pomozi mi (PGP RTB)
- 1985. Kako je lepo bilo (PGP RTB)
- 1986. Kad bi još jednom pokušali (PGP RTB)
- 1986. Iznenadi me (PGP RTB)
- 1988. Biće dana (PGP RTB)
- 1989. Odakle si, sele (PGP RTB)
- 1990. Učiniću sve (PGP RTB)
- 1992. Ljubav je raj (PGP RTB)
- 1994. Neće srce (M.i T. Starčević)
- 1996. Kraljica (ZAM i Discolux)
- 1996. Istina (PGP RTS)
- 1996. Ona ti srce slomila (M. i T. Starčević)
- 1997. Zoro, sestro (ZAM)
- 1998. Devet dana (ZAM)
- 2000. Da mi je (ZAM)
- 2001. Jača od života (ZAM)
- 2004. Za tebe slobodna (Grand)
- 2009. Velika kuća, veliki grad (Grand)

#### Kompilacije
- 1990. Snežana Đurišić (PGP RTB)
- 2002. Mega hitovi (PGP RTS)
- 2004. Najlepše narodne pesme (PGP RTS)
- 2017. Best of Snežana Đurišić (Grand)

#### Singlovi
- 2008. Dunja
- 2009. Da zaigram, da zapevam
- 2011. Đurđevdan
- 2012. Kandilo
- 2012. Kleo se, kleo
- 2012. Volim te, iako ne smem
- 2012. Očev zavet
- 2013. Kako da se pomirim s tim
- 2015. Kad bi bilo kako nam je bilo
- 2016. Robinja
- 2017. Nisi me čekao
- 2017. Posle tebe, ti